# Лапир (округ)
Лапи́р (англ. Lapeer County) — округ в штате Мичиган, США. Официально образован 2 февраля 1835 года. По состоянию на 2010 год, численность населения составляла 88 319 человек.

## География
По данным Бюро переписи США, общая площадь округа равняется 1 717,172 км2, из которых 1 665,372 км2 суша и 51,800 км2 или 3,000 % это водоёмы.

## Население
По данным переписи населения 2000 года в округе проживает 87 904 жителей в составе 30 729 домашних хозяйств и 23 876 семей. Плотность населения составляет 52,00 человек на км2. На территории округа насчитывается 32 732 жилых строений, при плотности застройки около 19,00-ти строений на км2. Расовый состав населения: белые — 96,17 %, афроамериканцы — 0,82 %, коренные американцы (индейцы) — 0,38 %, азиаты — 0,39 %, гавайцы — 0,01 %, представители других рас — 1,07 %, представители двух или более рас — 1,16 %. Испаноязычные составляли 3,11 % населения независимо от расы.
В составе 30 729,00 % из общего числа домашних хозяйств проживают дети в возрасте до 18 лет, 18,00 % домашних хозяйств представляют собой супружеские пары проживающие вместе, 65,70 % домашних хозяйств представляют собой одиноких женщин без супруга, 8,10 % домашних хозяйств не имеют отношения к семьям, 18,50 % домашних хозяйств состоят из одного человека, 6,90 % домашних хозяйств состоят из престарелых (65 лет и старше), проживающих в одиночестве. Средний размер домашнего хозяйства составляет 2,80 человека, и средний размер семьи 3,19 человека.
Возрастной состав округа: 28,00 % моложе 18 лет, 7,70 % от 18 до 24, 31,00 % от 25 до 44, 23,80 % от 45 до 64 и 9,60 % от 65 и старше. Средний возраст жителя округа 36 лет. На каждые 100 женщин приходится 102,40 мужчин. На каждые 100 женщин старше 18 лет приходится 101,10 мужчин.
Средний доход на домохозяйство в округе составлял 51 717 USD, на семью — 57 817 USD. Среднестатистический заработок мужчины был 47 506 USD против 26 385 USD для женщины. Доход на душу населения составлял 21 462 USD. Около 3,80 % семей и 5,40 % общего населения находились ниже черты бедности, в том числе — 5,70 % молодёжи (тех, кому ещё не исполнилось 18 лет) и 7,50 % тех, кому было уже больше 65 лет.